# ATP de Kuala Lumpur
O ATP de Kuala Lumpur – ou Malaysian Open, na última edição – foi um torneio de tênis profissional masculino, de categoria ATP World Tour 250.
Realizado em Kuala Lumpur, capital da Malásia, possui edições esparsas na era amadora, obteve algumas edições seguidas no início da era aberta e, dentro do circuito ATP, começou em 1993, com um hiato de quartoze anos e retorno em 2009 para mais sete edições. Em 2016, foi substituído por Chengdu. Os jogos eram disputados em quadras de duras cobertas durante o mês de setembro.

## Finais

### Simples
| Ano                                     | Campeão           | Vice-campeão       | Resultado       |
| --------------------------------------- | ----------------- | ------------------ | --------------- |
| 2015                                    | David Ferrer      | Feliciano López    | 7–5, 7–5        |
| 2014                                    | Kei Nishikori     | Julien Benneteau   | 7–64, 6–4       |
| 2013                                    | João Sousa        | Julien Benneteau   | 2–6, 7–6, 6–4   |
| 2012                                    | Juan Mónaco       | Julien Benneteau   | 7–5, 4–6, 6–3   |
| 2011                                    | Janko Tipsarević  | Marcos Baghdatis   | 6–4, 7–5        |
| 2010                                    | Mikhail Youzhny   | Andrey Golubev     | 26–7, 6–2, 7–63 |
| 2009                                    | Nikolay Davydenko | Fernando Verdasco  | 6–4, 7–5        |
| Torneio não realizado entre 2008 e 1996 |                   |                    |                 |
| 1995                                    | Marcelo Ríos      | Mark Philippoussis | 7–6, 6–2        |
| 1994                                    | Jacco Eltingh     | Andrei Olchowski   | 7–6, 2–6, 6–4   |
| 1993 (2)                                | Michael Chang     | Jonas Svensson     | 6–0, 6–4        |
| 1993 (1)                                | Richey Reneberg   | Olivier Delaître   | 6–3, 6–1        |

### Duplas
| Ano                                     | Campeões                             | Vice-campeões                        | Resultado         |
| --------------------------------------- | ------------------------------------ | ------------------------------------ | ----------------- |
| 2015                                    | Treat Huey Henri Kontinen            | Raven Klaasen Rajeev Ram             | 7–64, 6–2         |
| 2014                                    | Marcin Matkowski Leander Paes        | Jamie Murray John Peers              | 3–6, 7–65, [10–5] |
| 2013                                    | Eric Butorac Raven Klaasen           | Pablo Cuevas Horacio Zeballos        | 6–2, 6–4          |
| 2012                                    | Alexander Peya Bruno Soares          | Colin Fleming Ross Hutchins          | 5–7, 7–5, [10–7]  |
| 2011                                    | Eric Butorac Jean-Julien Rojer       | František Čermák Filip Polášek       | 6–1, 6–3          |
| 2010                                    | František Čermák Michal Mertiňák     | Mariusz Fyrstenberg Marcin Matkowski | 7–63, 7–65        |
| 2009                                    | Mariusz Fyrstenberg Marcin Matkowski | Igor Kunitsyn Jaroslav Levinský      | 6–2, 6–1          |
| Torneio não realizado entre 2008 e 1996 |                                      |                                      |                   |
| 1995                                    | John McEnroe Mark Philippoussis      | Grant Connell Patrick Galbraith      | 7–5, 6–4          |
| 1994                                    | Jacco Eltingh Paul Haarhuis          | Nicklas Kulti Lars-Anders Wahlgren   | 6–0, 7–5          |
| 1993 (2)                                | Jacco Eltingh Paul Haarhuis          | Jonas Björkman Lars-Anders Wahlgren  | 7–5, 4–6, 7–6     |
| 1993 (1)                                | ' Jacco Eltingh Paul Haarhuis        | Henrik Holm Bent-Ove Pedersen        | 7–5, 6–3          |